# 鈴木由美子
鈴木由美子（1960年6月11日—），日本漫畫家，出身於靜岡縣。

## 經歷
畢業於千葉大學教育學部。
1989年《白鳥麗子》榮獲第13屆講談社漫畫賞少女部門賞。
鈴木已有多部作品改拍真人版電視劇或電影：《白鳥麗子》、《驚怪美少女!!音無可憐》、《醜女大翻身》、《歐巴桑萬萬歲》、《自戀痴情花》、《只有可愛不行嗎？》等。